# Bénesse-Maremne
Bénesse-Maremne is een gemeente in het Franse departement Landes (regio Nouvelle-Aquitaine). De plaats maakt deel uit van het arrondissement Dax. Bénesse-Maremne telde op 1 januari 2022 3.733 inwoners.  In de gemeente ligt de spoorweghalte Bénesse-Maremne.

## Geografie
De oppervlakte van Bénesse-Maremne bedroeg op 1 januari 2022 18,69 vierkante kilometer; de bevolkingsdichtheid was toen 199,7 inwoners per km².

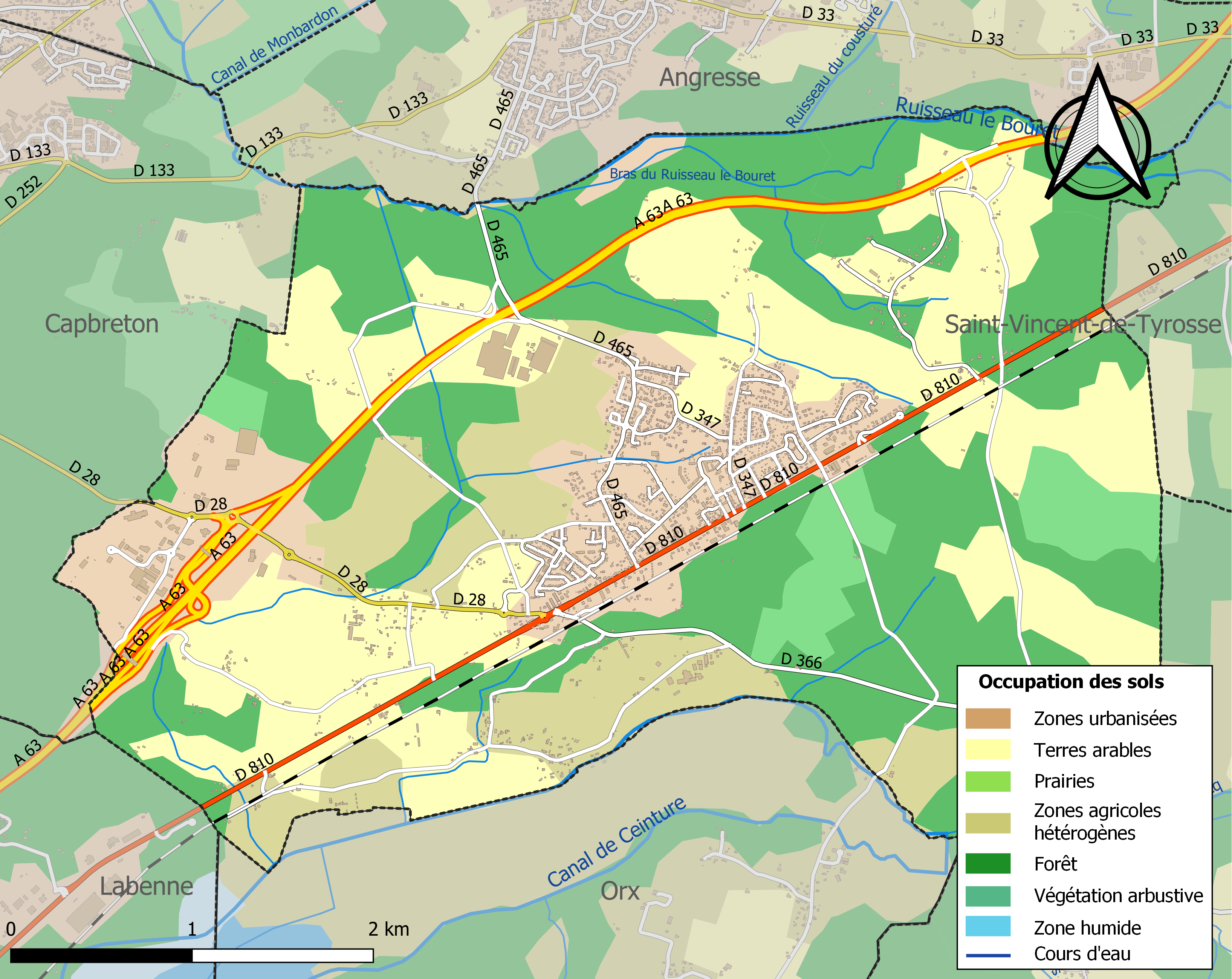
Kaart van de gemeente met de belangrijkste infrastructuur, bodemgebruik en omliggende gemeenten

## Demografie
Onderstaande figuur toont het verloop van het inwonertal (bron: INSEE-tellingen).